# Charlotte de Robespierre
Charlotte de Robespierre (Arras, 5 februari 1760 – Parijs, 1 augustus 1834) was een Franse revolutionair en schrijver. Ze is vooral bekend vanwege de memoires die ze schreef over haar broers Augustin en Maximilien de Robespierre.

## Biografie
Charlotte de Robespierre was het tweede kind van François de Robespierre en Jacqueline Marguerite Carrault. Na de dood van haar moeder werd Charlotte samen met haar zus Henriette naar tantes aan vaderskant gestuurd om daar opgevoed te worden. Ze verkreeg haar scholing aan een kloosterschool in Doornik. In 1781 verliet ze deze school en keerde ze terug naar Arras om daar bij haar broers te wonen. Omstreeks 1792 zou ze voor korte tijd zijn verloofd met Joseph Fouché, maar deze vertrok naar Nantes waar hij met een andere vrouw trouwde.
In datzelfde jaar volgde ze haar broer Maximilien naar Parijs. Samen met haar broer Augustin woonde ze bij Maurice Duplay. Charlotte raakte vervolgens betrokken in de revolutionaire kringen in Parijs. Ze volgde haar broer Augustin in 1793 toen deze erop uittrok om een federalistische opstand te onderdrukken in de Alpes-Maritimes. 
De relatie met Maximilien, was steeds zeer gespannen. Na de val van Maximilien op 27 juli 1794 probeerde ze zich onder een andere naam te verstoppen, maar werd opgepakt en enige tijd gevangengezet. Ze distantieerde zich van de politiek van haar broer en verklaarde dat ze hem zou hebben verraden als ze op de hoogte was geweest van zijn ware bedoelingen. Ze werd daarom na 15 dagen vrijgelaten.
In de periode die hierop volgde leefde Charlotte onder slechte omstandigheden, maar kreeg ze wel hulp van vrienden. In 1803 verkreeg ze een pensioen van Napoleon Bonaparte. In de laatste jaren voor haar dood schreef ze haar memoires, waarbij ze met name veel aandacht had voor de geschiedenis van haar broers.